# 吴文凯
吳文凱（1970年11月28日—），廣西武鳴人，中國退役男子羽毛球運動員。曾贏得1990年羽毛球世界盃男子單打冠軍。
退役後，曾赴馬來西亞任教練。其後於1999年在廣西南寧與其妹夫趙劍華開辦羽毛球運動學校。

## 主要比賽成績
只列出曾進入準決賽的國際賽事成績：
| 年份   | 賽事                   | 項目     | 成績   |
| ------ | ---------------------- | -------- | ------ |
| 1989年 | 香港羽毛球公開賽       | 男子單打 | 冠軍   |
| 1990年 | 丹麥羽毛球公開賽       | 男子單打 | 準決賽 |
| 1990年 | 羽毛球世界盃           | 男子單打 | 冠軍   |
| 1991年 | 韓國羽毛球公開賽       | 男子單打 | 冠軍   |
| 1991年 | 日本羽毛球公開賽       | 男子單打 | 亞軍   |
| 1991年 | 亞洲羽毛球錦標賽       | 男子單打 | 準決賽 |
| 1991年 | 全英羽毛球公開賽       | 男子單打 | 準決賽 |
| 1991年 | 馬來西亞羽毛球公開賽   | 男子單打 | 準決賽 |
| 1991年 | 羽毛球世界盃           | 男子單打 | 季軍   |
| 1991年 | 中國羽毛球公開賽       | 男子單打 | 準決賽 |
| 1991年 | 香港羽毛球公開賽       | 男子單打 | 亞軍   |
| 1991年 | 世界羽毛球大奬賽總決賽 | 男子單打 | 亞軍   |
| 1992年 | 韓國羽毛球公開賽       | 男子單打 | 冠軍   |
| 1992年 | 全英羽毛球公開賽       | 男子單打 | 準決賽 |
| 1992年 | 馬來西亞羽毛球公開賽   | 男子單打 | 準決賽 |
| 1992年 | 中國羽毛球公開賽       | 男子單打 | 亞軍   |
| 1992年 | 香港羽毛球公開賽       | 男子單打 | 冠軍   |

## 外部連結
- Wu Wenkai Bio, Stats, and Results | Olympics at Sports-Reference.com（页面存档备份，存于） （英文）